# Melanovanadita
La melanovanadita és un mineral de la classe dels òxids. Rep el nom del terme grec per "negre", en al·lusió al seu color, i en al·lusió també a la seva composició, que conté vanadi.

## Característiques
La melanovanadita és un òxid de fórmula química Ca(V5+,V4+)₄O10·5H₂O. Es tracta d'una espècie aprovada per l'Associació Mineralògica Internacional, i publicada per primera vegada el 1921. Cristal·litza en el sistema triclínic. La seva duresa a l'escala de Mohs és 2,5.
Segons la classificació de Nickel-Strunz, la melanovanadita pertany a «04.HE: Filovanadats» juntament amb els següents minerals: shcherbinaïta, hewettita, metahewettita, bariandita, bokita, corvusita, fernandinita, straczekita, häggita, doloresita, duttonita i cavoïta.
Les mostres que van servir per a determinar l'espècie, el que es coneix com a material tipus, es troben conservades a la Universitat Harvard, a Cambridge, (Massachusetts, EUA), amb el número de referència: #90452, al Museu Americà d'Història Natural de la ciutat de Nova York (EUA), i a les col·leccions mineralògiques del Museu Nacional d'Història Natural, l'Smithsonian, situat a Washington DC (Estats Units), amb els números de registre: 138067 i 160076.

## Formació i jaciments
Va ser descoberta a la mina Ragra, dins el districte de Huayllay, a la província de Pasco (Departament de Pasco, Perú). A la localitat tipus es troba com un mineral secundari en dipòsits d'urani i vanadi de tipus Altiplà de Colorado, i en esquistos negres alterats en un dipòsit de vanadi molt ric. Conté H₂O intercapa que es desplaça fàcilment. També ha estat descrita als Estats Units, la República Txeca i el Gabon.